# Nemesia arenicola
Nemesia arenicola är en spindelart som beskrevs av Simon 1892. Nemesia arenicola ingår i släktet Nemesia och familjen Nemesiidae. Inga underarter finns listade i Catalogue of Life.